# 住友別子鉱山鉄道1形蒸気機関車

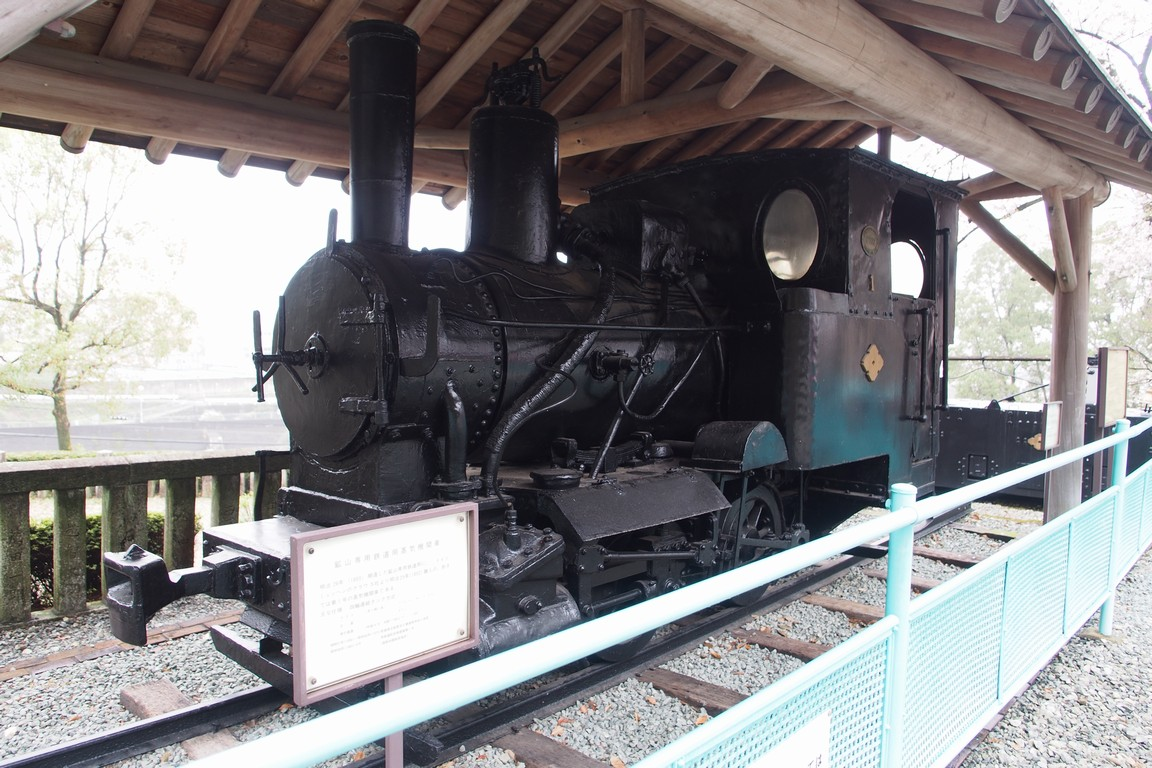
1号機（別子銅山記念館に保存）

1形は、かつて住友別子鉱山鉄道で使用されたタンク式蒸気機関車である。

## 概要
1892年（明治25年）に、別子銅山の鉱石輸送用鉄道で使用するためドイツのクラウス社で製造した、軌間762mm、車軸配置0-4-0(B)（固定軸距1,100mm）、運転整備重量約10トン、2気筒単式の飽和式ウェルタンク機関車である。1901年までに、10両が輸入された。メーカーでは、系列番号27と称されるもので、同系機は全世界に717両あり、すべてゼントリング工場製であるが、日本に来着した系列番号27は、この10両のみであった。その状況は、次のとおりである。
- 1892年（4両） : 1 - 4（系列番号 27ii、製造番号 2679 - 2682）
- 1894年（2両） : 5, 6（系列番号 27ss、製造番号 3073, 3074）
- 1896年（1両） : 7（系列番号 27yy、製造番号 3399）
- 1898年（2両） : 8, 9（系列番号 27zg、製造番号 3923, 3924）
- 1901年（1両） : 10（系列番号 27zq、製造番号 4394）

9年間にわたって増備されたため、ロットによってサイドタンク（5以降は、製造時から前方に水槽を設けており、2 - 4には後天的な改造により設けられた。1はサイドタンクの増設はされなかった。）や運転室後部の形状（背面には楕円形の窓が3個設けられていたのも特徴的である。）に差がある。また、製造時の1 - 4のサイドタンクは水槽ではなく、左側は炭庫、右側は道具箱および反圧ブレーキ用冷却水を収容していた。製造時の煙突は、10を除き火の粉飛散防止用のダイヤモンド形であったが、後年、パイプ形に改められている。クラウスの記録では、運転整備重量や空車重量にも差があった。

## 主要諸元
- 全長：5,093mm（連結器交換後。当初は4,850mmとみられる）
- 全高：2,681mm（パイプ形に交換後。ダイヤモンド形装着時は2,997mm）
- 最大幅：1,905mm
- 軌間：762mm
- 車軸配置：0-4-0(B)
- 動輪直径：680mm
- 弁装置：外側式スチーブンソン式
- シリンダー（直径×行程）：225mm×300mm
- ボイラー圧力：12.0kg/cm2
- 火格子面積：0.34m2
- 全伝熱面積：18.65m2
  - 煙管蒸発伝熱面積：16.94m2
  - 火室蒸発伝熱面積：1.71m2
- ボイラー水容量：0.72m3
- 小煙管（直径×長サ×数）：44mm×2,114mm×58本
- 機関車運転整備重量：9.57～10.39t
- 機関車空車重量：7.70～7.92t
- 機関車動輪上重量（運転整備時）：9.57～10.39t
- 機関車動輪軸重：第1動輪4.99～5.26t、第2動輪4.58～5.13t
- 水タンク容量：1 - 4は0.78m3、5 - 10は1.00m3（原形を示す。2 - 4は後に増設されている）
- 燃料積載量：0.345m3、0.25t
- 機関車性能
  - シリンダー引張力（0.85P）：2,280kg
  - 動輪周馬力：50PS
- ブレーキ方式：手ブレーキ、反圧ブレーキ

## 譲渡
10両のうち、5 - 7（6は本来の1が改番されたもの）については、1912年（明治45年）6月に廃車され、伊予鉄道に譲渡された。同社では甲6形（初代）15 - 17となったが、よほど傷みが激しかったと見え、1917年（大正6年）12月には早くもスクラップとして売却された。当時は第一次世界大戦後で鉄材の価格が高騰していたという。これらは3両とも解体されず、再起した。
元の15は樺太工業恵須取工場に入り石炭運搬に使用されたが、同社が1933年5月に富士製紙と共に王子製紙に合併したので、その樺太落合工場（元の富士製紙工場）に移り、更に1939年頃に同社十勝上川運材軌道に移動し、17となった。この線が農林省に譲渡された後休車となり、1950年に王子製紙苫小牧工場専用鉄道に引取られ、間もなく廃車された。
元の16と17（15については不明）は大阪の楠木製作所に持ち込まれ、再製され、名義上、1919年（大正8年）楠木製作所製となっている。
元の16は佐世保軽便鉄道（後の佐世保鉄道）の開業用となり同社の3となっている。佐世保鉄道の3は、同社が1936年（昭和11年）に国有化されたのにともない、鉄道省籍に編入され、ケ96形（ケ96）に改番されて、1944年（昭和19年）の改軌工事終了まで使用された。廃車は1948年（昭和23年）5月である。
元の17は台湾の明治製糖蒜頭工場に入り、後、烏樹林工場に移った。番号は24であった。その後の動静は不明である。
4と9については、1939年（昭和14年）に福岡県飯塚市の住友系列の忠隈炭鉱に売却されたが、残りの1 - 3, 8, 10は最後まで残り、保存された1（本来の4が改番されたもの）を除いて1959年（昭和34年）に解体された。

## 保存
1号機が、愛媛県新居浜市の別子銅山記念館に静態保存されており、1963年（昭和38年）には準鉄道記念物に指定されている。